# Žabica (Gospić)
Žabica je naselje u Republici Hrvatskoj, u sastavu Grada Gospića, Ličko-senjska županija.

## Povijest
U Žabici je bilo poprište žestokih borba u velikosrpskoj agresiji na Hrvatsku. Krajem kolovoza i početkom rujna bile su žestoke borbe. 15. rujna 1991. borbe u Žabici htio je snimiti riječki novinar smješten u kamenolomu u Podoštri. Vjerojatno su mu položaj prijavili Podoštranci, i zrakoplov je bombardirao, a rafalima ubio novinara Nikolu Stojanca, šefa tehničke ekipe riječkog studija HTV.

## Stanovništvo
Prema popisu stanovništva iz 2001. godine, naselje je imalo 189 stanovnika te 64 obiteljskih kućanstava.

Prema popisu stanovništva 2011. godine naselje je imalo 163 stanovnika.
| broj stanovnika | 187   | 212   | 172   | 186   | 218   | 226   | 224   | 248   | 233   | 241   | 260   | 275   | 249   | 250   | 189   | 163   | 189   |
|                 | 1857. | 1869. | 1880. | 1890. | 1900. | 1910. | 1921. | 1931. | 1948. | 1953. | 1961. | 1971. | 1981. | 1991. | 2001. | 2011. | 2021. |